# Dharwar-Kraton
Der Dharwar-Kraton ist ein geologisch und tektonisch hoch komplex aufgebauter Kraton der Erdkruste. Er stellt einen der größten und ältesten Kratone auf der Erde dar. Seine Entwicklung begann im Archaikum vor etwa 3400 Millionen Jahren und erstreckt sich zeitlich bis ins Paläoproterozoikum um 2450 mya.
Entsprechend seiner unterschiedlichen Entwicklung und dem petrologischen Ausbau wird der Dharwar-Kraton in den westlichen Dharwar-Kraton (Western Dharwar-Kraton WDC) und den östlichen Dharwar-Kraton (Eastern Dharwar-Kraton EDC) unterteilt, wobei letzterer in die östliche und zentrale geologische Dharwar-Provinz gegliedert ist. Eine markante Scherzone bildet als tektonische Grenze zwischen dem EDC und WDC.
Die bedeutendsten Gesteinsabfolgen bestehen aus TTG-Komplexen, die das Grundgebirge bilden, vulkanisch-sedimentären Grünsteingürteln sowie verschiedenartigen magmatischen Plutonen.

## Lage und Erstreckung

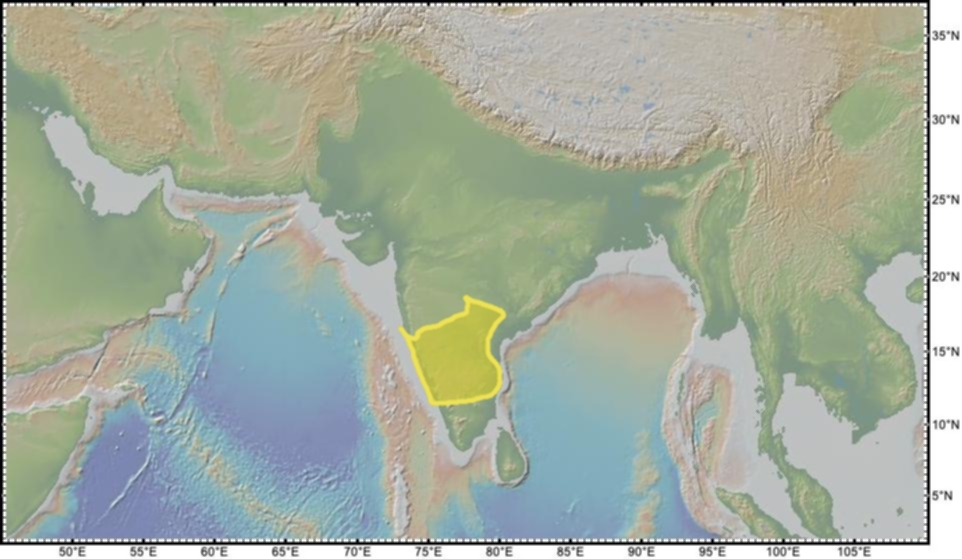
Lage des Dharwar-Kratons, gelb markiert, im indischen Subkontinent

Der Dharwar-Kraton erstreckt sich über eine Fläche von ca. 500 Tausend Quadratkilometer und nimmt einen Großteil des südlichen indischen Subkontinents ein. Im Norden wird der Kraton überwiegend von den Schichten des Dekkan-Trapps überdeckt, die südliche Begrenzung bildet das Southern Granulite-Terran. Westlich ist er vom Arabischen Meer umgeben. Östlich und nordöstlich stößt er an den Bastar-Kraton mit dem Chhattisgarh Basin, östlich an die Ostghats, die an den Golf von Bengalen angrenzen.

## Geologisch-tektonische Entwicklung

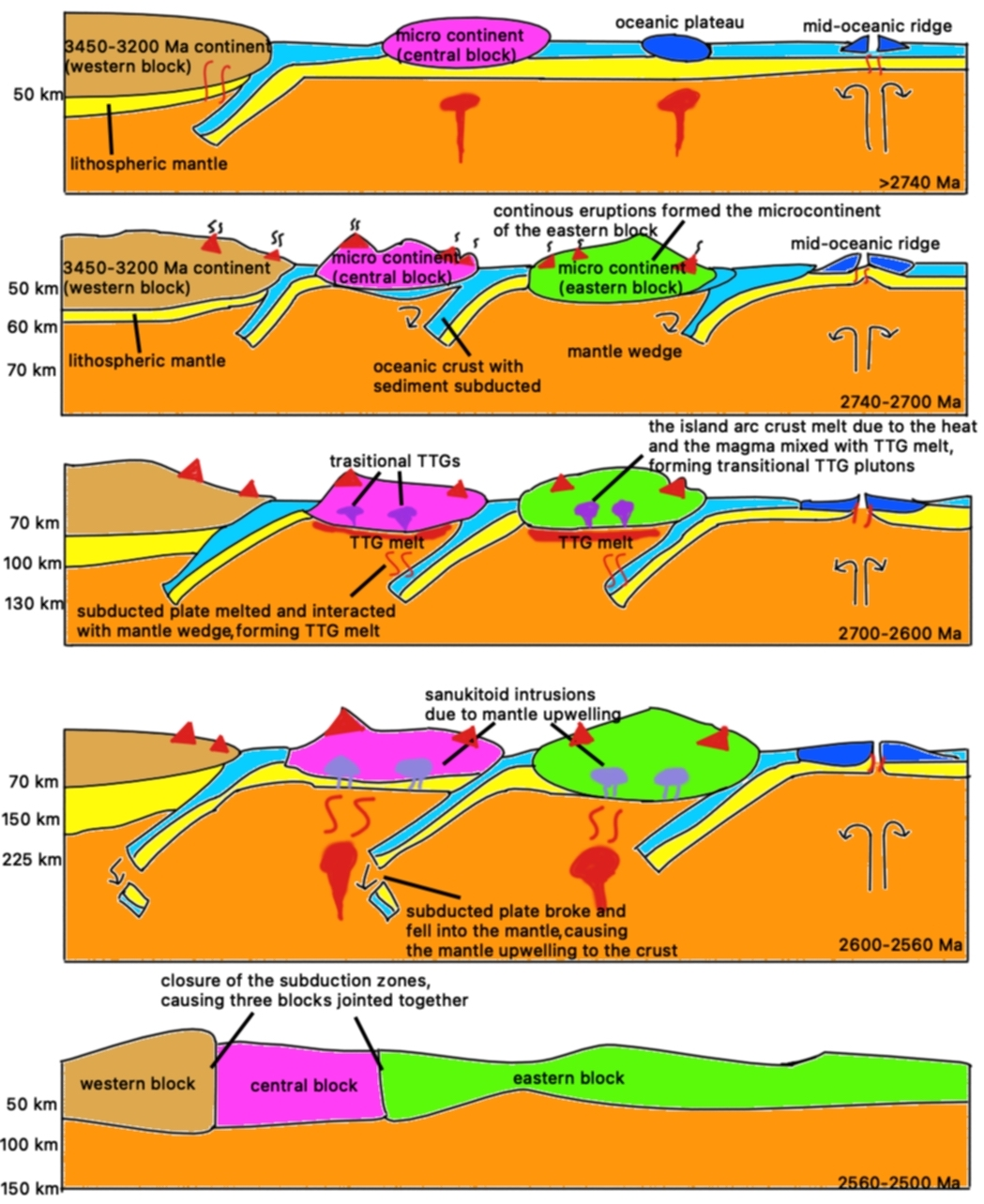
Modell der tektonischen Formierung des Dharwar-Kratons aus seinen drei Hauptbestandteilen

Geologische und geochemischen Daten lassen darauf schließen, dass während des Archaikums ein Subduktionsregime vom Andentyp vorherrschte. Der westliche Proto-Dharwar-Kraton repräsentierte darin die frühe kontinentale Erdkruste, an der die östlich liegende ozeanische Erdkruste angrenzte. Diese begann unter die leichtere kontinentale Kruste zu subduzieren. Östlich davon entstanden zwei Mikrokontinente, die in die anhaltende Subduktionsphase einbezogen wurden. Der erste Mikrokontinent war die zentrale Proto-Dharwar-Provinz, die mit dem westlichen Proto-Dharwar-Kraton kollidierte. Der zweite   Mikrokontinent entsprach der östlichen Proto-Dharwar-Provinz. Infolgedessen hatten sich die Seebecken zwischen ihnen geschlossen, und die drei Kontinentalkrusten waren zum Proto-Dharwar-Kraton verschweißt.
Zeitlich erfolgte die geologisch-tektonische Entwicklung innerhalb von ca. einer Milliarde Jahren mit zwei Hauptphasen des Krustenwachstums, die durch eine einige hundert Millionen Jahre lange Periode relativer Ruhe getrennt waren. In der ersten Phase zwischen 3400 und 3000 mya entwickelte sich der westliche Protokraton mit komatiitischem bis felsischem Vulkanismus und überwiegender Entwicklung von TTG-Komplexen, die das Grundgebirge der kontinentale Kruste aufbaute.
In der zweiten Hauptphase zwischen 2700 und 2400 mya wurde dieser Protokarton durch umfangreiche tektonische Prozesse, Magmatismus und Krustenkonsolidierung erheblich vergrößert. Die dritte Stufe umfasste eine lange Zeitspanne mit geringem oder keinem Magmatismus, aber mit ausgedehnteren Sedimentationsperioden, hauptsächlich zwischen 2900 und 2700 mya. Dazu gehören insbesondere die Ablagerung klastischer Sedimentgesteine und die Bändereisenerzbildung.
Während der vierten Phase von 2615 und 2602 mya kam es wieder zu einer starken orogenen Aktivität, die eine Abfolge von Ereignissen mit Vulkanismus, Plutonismus, Sedimentation und plattentektonischer Kollision darstellt, die nach und nach die Grünsteingürtel und die umgebende granitische Kruste aufbauten.
Die letzte Phase der Entwicklung des Dharwar-Kratons war zwischen 2550 und 2450 mya hauptsächlich durch späten bis posttektonischen Plutonismus, Verformungen und Mineralisierungen gekennzeichnet und stellt die endgültige Konsolidierung des Kratons dar.

## Regionale Geologie

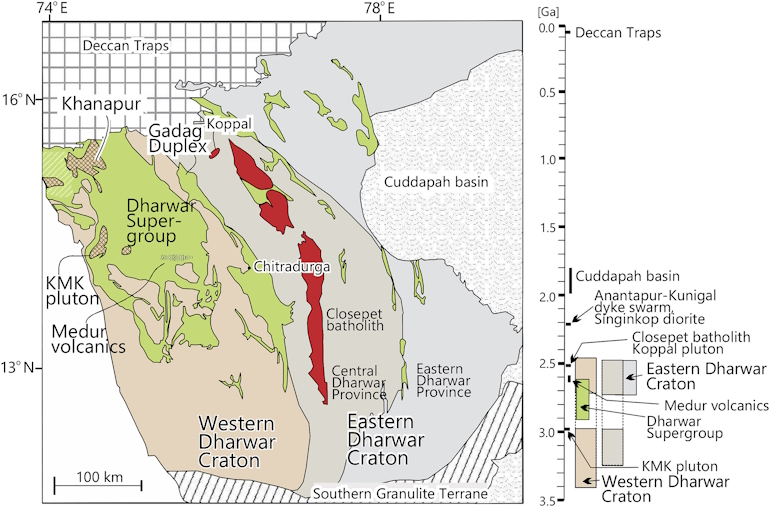
Vereinfachte Geologische Karte des indischen Dharwar-Kratons mit den wichtigsten geologisch-tektonischen Entwicklungsstadien

Auf der Grundlage der geologischen und tektonischen Geschichte, des Vorkommens von TTG-Komplexen, Grünsteingürteln, granitischen Plutonen, der Mächtigkeit der Kruste und des Grades der Metamorphosen wurde der Dharwar-Kraton in den westlichen Dharwar-Kraton (Western Dharwar-Kraton WDC) und den östlichen Dharwar-Kraton (Eastern Dharwar-Kraton EDC) unterteilt, wobei letzterer aus den zentralen und östlichen geologischen Dharwar-Provinzen besteht.
Der WDC zeigt eine relativ einfache geologische Struktur, wobei der größte Teil der Kruste von 6 bis 28 km ein leicht abfallendes Reflexionsmuster und von 28 bis 40 km ein subhorizontales Reflexionsmuster aufweist. Andererseits zeigt der EDC ein komplexes Reflexionsmuster und bildete ein nach Westen abfallendes Reflexionsgefüge von 34 bis 43 km. Dieses wird als eine abtauchende Subduktionszone in den oberen Erdmantel interpretiert, bei der EDC schräg an den bereits existierenden WDC akkretierte und an diesem andockte.

### Westlicher Dhawar-Kraton

#### Grundgebirge
Das Grundgebirge im westlichen Dhawar-Kraton bildet einen TTG-Komplex aus einem trondhjemitischen Gneis mit assoziierten Tonaliten und Granodioriten und Plutonen, der als Gorur-Gneis, älterer gneishaltiger Komplex oder als s. g. Halbinsel-Gneis (Peninsular Gneis) bezeichnet wird. Der Gneis liefert verschiedene Isochrondaten des Gesteins von ca. 3600 bis 3300 mya. Die Akkretion der TTG und der Grünstein-Vulkanismus führte in zwei Phasen zum Krustenwachstum. Diese ereigneten sich von 3350 bis 3280 und 3230 bis 3200 mya. Während der ersten Phase bildeten sich die frühen TTG, die durch Nieder- und Hochdruckschmelzen heterogener mafischer Quellen von verdickten Inselbogenkrusten oder ozeanischen Plateaukrusten aus unterschiedlichen Tiefen entstanden. Die zweite Phase wird durch trondhjemitische Plutone markiert, das durch  das Schmelzen einer mafischen Quelle von Inselbogenkrusten bei höherem Drücken mit einer geringen Beteiligung zuvor akkretierten TTG entstanden. Eine spätere magmatische Episode um ca. 3100 mya produzierten granitische Plutone, die aus dem Schmelzen der Kruste stammten, sowie leukokratische Gneise, die aus einer abgereicherten mafischen Quelle in der unteren Kruste stammten. Eine thermische Überprägung mit einer polyphasigen Migmatisierung erfolgte um etwa 2450 mya.

#### Grünsteingürtel
Der westliche Dhawar-Kraton ist durchzogen von einer Vielzahl, meist kleiner, subparallel in quasi Nord-Süd-Richtung verlaufender suprakrustaler Grünsteingürtel.
Sargur-Grünsteingürtel
Der älteste Grünsteingürtel ist der in das Grundgebirge eingeschaltete Sargur-Grünsteingürtel. Er besteht überwiegend aus Basalten, Gabbros, ultramafischen kristallinen Schiefern, Phylliten, Quarziten, Basalquarz-Kieselkonglomeraten, tholeiitischen Amphiboliten, Komatiiten, Bändererzen, Marmoren sowie Kalksilikatgesteinen und Granodioriten. sowie verschiedene Plutonite und Vulkanite. Dieser Gürtel entstand zwischen 3353 und 3300 mya.
Chitradurga-Grünsteingürtel
Der Chitradurga-Grünsteingürtel ist ein relativ schmaler bis zu ca. 40 km breiter orgener Gürtel, welcher die Grenze zwischen dem westlichen und dem östlichen Dharwar-Kraton bildet. Tektonisch entstand er durch Subduktion und Schließung von Becken zwischen zwei kontinentalen Krustenblöcken, wodurch eine Geosutur entstand. Begrenzt wird dieser Grünsteingürtel durch die ca. 100 km lange Chitradurga Western Shear Zone und die ca. 400 km lange Chitradurga Eastern Shear Zone, auch Gadag Mandya Shear Zone genannt. Letztere bildet die tektonische Grenze zum östlichen Dhawar-Kraton.
Das Gesteinsspektrum besteht aus suprakrustalen Gesteinen, die der Dharwar-Supergruppe zugerechnet werden. Der westliche Teil des Chitradurga-Gürtels ist durch Schichten der Bababudan-Gruppe gekennzeichnet, die aus mandelförmigen (amygdulären) Basalten mit Quarzit-Zwischenbändern bestehen. Diese werden von verschieden zusammen gesetzten Phyllit-Kalkstein-Quarzit- und Eisenformationen überlagert, an deren Basis ein polymiktisches Konglomerat liegt. In den zentralen Teilen des Gürtels wird eine dicke Anhäufung von unterschiedlichen (bimodalen) vulkanischen und pyroklastischen Assemblagen von Grauwacke-Argillit-Einheiten mit untergeordnetem basischem und sauren Vulkaniten und polymiktischem Konglomeraten an seiner Basis überlagert. Das Alter datiert zwischen 2700 und 2500 mya.

#### Suprakrustale Gürtel
Eine weite Ausbreitung nimmt die suprakrustale Dharwar-Supergruppe ein. Sie ist eine Gesteinsabfolge, die diskordant über dem Halbinsel-Gneis und den Gesteinen des Sargur-Grünsteingürtels liegt. Diese Supergruppe ist weiter lithostratigraphisch unterteilt in die basale Bababudan-Gruppe und eine obere Chitradurga-Gruppe. Die Erstere besteht aus verschiedenen klastischen Sedimentgesteinen, gebänderten Eisenformationen sowie mafischen und einigen felsischen Vulkangesteinen. Das Alter der mafischen Vulkangesteine liegt zwischen 2900 und 2800 mya, während saure Tuffe aus höheren Schichten etwa 2720 mya alt sind. Die Chitradurga-Gruppe beginnt mit glaziomarinen polymiktischen Konglomeraten, gefolgt von mafischem Vulkangesteinen und reichlich vorhandenen Grauwacken sowie Argilliten mit geringfügigen Calciumcarbonaten, felsischem Vulkangesteinen und gebänderten Eisenformationen. Die vulkanischen Gesteine sind K-tholeiitisch mit einer geochemischen Inselbogenaffinität. Die Flachwasserschelf-Plattformsedimentgesteine deuten auf eine Sedimentation in einer passiven Kontinentalrandumgebung hin. Die petrographischen und geochemischen Eigenschaften der Grauwacken lassen auf eine aktive Kontinentalrandumgebung schließen. Plutonismus ereignete sich um 2973 mya, während Vulkanismus um 2600 mya auf trat.

### Östlicher Dharwar-Kraton
Der östliche Dharwar-Kraton ist aufgrund der tektonischen und geologischen Entwicklung in die zentrale Dharwar-Provinz und die östliche Dharwar-Provinz aufgeteilt.

#### Grundgebirge
Das Grundgebirge des östlichen Dharwar-Kratons besteht hauptsächlich aus neoarchaischen ca. 2700 bis 2550 mya alten TTG-Gneisen mit Resten von mesoarchaischen 3200 bis 3000 mya alten Protolithen, die zusammen als jüngerer gneishaltiger Komplex bezeichnet werden. Die TTG-Gneise entwickelten sich aus Quellen des Erdmantels. Des Weiteren kommen Kimberlite, Boninite und Adakite sowie bimodale Vulkanite sowie einige Komatiite und Basalte, welche aus Inselbogenkomplexen stammten, vor. Sie unterlagen zwischen 2700 und 2500 mya metamorphen Überprägungen und großräumigen Diatexite-Aufschmelzungen.

#### Zentrale Dharwar-Provinz
Die zentrale Dharwar-Provinz wird dominiert durch magmatische Gesteinskomplexe, wie der Closepet-Granit und die Charnockit-Komplexe. Außerdem entwickelten sich Grünsteingürtel.

##### Closepet-Granit
Die zentrale Dharwar-Provinz ist charakterisiert durch den Closepet-Granit. Dieser bildet einen großen archaischen Granitkomplex. der sich mit einer Länge von fast 500 km und einer Breite von bis zu 25 km erstreckt. Er bildete sich während der Kollision den beiden Dharwar-Blöcke. Geokronologische Daten legen nahe, dass der Closepet-Granit zwischen 2600 und 2400 mya sowie um 2000 mya eingelagert wurde. Durch differentielle erosive Prozesse wurden Aufschlüsse freigelegt. Sie reichen von der unteren (25 km) bis zur oberen Kruste (5 km). Diese lassen von unten nach oben in vier Zonen erkennen, die unterschiedliche petrogenetische Merkmale aufweisen.
In der basalen Wurzelzone drangen innerhalb aktiver Scherzonen aus dem Erdmantel stammende mafische Magmen in die gneisische Erdkruste ein und führten zu dessen teilweisem Aufschmelzen. Die mafische Schmelze unterlag einer geringen (5–10 %) Menge an fraktionierter Kristallisation. Sowohl die mafischen als auch die krustalen Magmen vermischten sich, wodurch sich die wichtigsten chemischen und petrologischen Merkmale des Closepet-Granits herausbildeten. In dieser Zone besteht der Closepet-Granit hauptsächlich aus porphyrischen biotithaltigen Monzogranit, mit untergeordnetem klinopyroxenhaltigen Monzoniten und rosa oder grauen anatektischen Graniten. die zum granitischen Grundgebirges durch eine breite Zone mit intensiver migmatitsierung getrennt sind.
In der nachfolgenden Transferzone herrscht ebenfalls ein porphyrischer Monzogranit vor, der an seiner Peripherie rosafarbene und graue gleichförmige (äquigranulare) Granitkorngrößen aufweist. Auch hier gehen die äquigranularen Granite mit einer migmatitischen Zone zu den Gneisen der Erdkruste über. Aus der vergleichbaren Petrologie mit der Wurzelzone kann geschlossen werden, das sich der Granit als eine Einheit bildete. Während des Magmas-Aufstiegs erfolgte eine zunehmende Anreicherung mit K-Feldspat-Phänokristallen. Der langsame Aufstieg des Magmas begünstigte eine Anreicherung des Gefüges und Spannungsverteilungen, was zu horizontaler und vertikaler Schmelzmigration führte.
Nach der Transferzone folgt die sogenannte Magmatische Lücke (Magmatic Gap). Hier wurde die Gesteinsschmelze durch einen ca. 10 km langen Dyke-Komplex gestoppt, der auch als Filterzone fungierte. Vermutliche Gründe waren der hohen Phenokristallanteil und der hohe Viskositätskontrast mit den umgebenden Wandgesteinen. Nur kristallarme Schmelzen konnten ihren Aufstieg durch die Dykes fortsetzen. In  dieser ca. 10 km langen Zone kommen nur Granite vor.
Nördlich der Magmatischen Lücke befindet sich die Intrusionszone. Sie besteht aus einzelnen kleinen 10 bis 50 km langen elliptischen granitischen Intrusionen. Der Kontakt mit den Grundgebirge ist scharf und ohne Migmatisierung. Die mafischen und porphyrischen Monzonite der anderen Zonen kommen nicht vor.

##### Charnockite
In den südlichen Bereichen entstanden ausgedehnte Charnockit-Vorkommen. Sie werden in dem Billigiri Ragan-Block zusammengefasst und bilden geographisch die Biligiriranga Hills. Dieser Block grenzt an das südlich liegende Southern Granulite-Terran. Die Radiometrische Datierungen deuten darauf hin, dass sich die magmatischen quarz-feldspat-haltigen Protolithe um ca. 3200 mya zu einer primitiven Kruste vereinigten. Sie bilden einen mafischen granulitischen Block mit erheblichen metasedimentären Komponente mit Peliten-Bändereisenerzen- und Mangan-Horizonten. Geochemische Daten, HFSE-Elemente und stark fraktionierte REE-Muster mit Verarmung der schweren Seltenen Erden (HREE) legen nahe, dass die magmatischen Protolithe durch teilweises Schmelzen junger hydratisierter ozeanischer Kruste entstanden sind, in der Granate und Amphibole wichtige Restphasen waren. Dies deutet darauf hin, dass die Protolithe aus einem langfristig verarmten, abgereicherten Depleted Mantle-Reservoir stammten. Die Charnockitisierung erfolgte zwischen ca. 2650 und 2498 mya während des Zusammenschlusses des EDC und dem WDC.

##### Grünsteingürtel
Markant ist der Sandur-Grünsteingürtel, der sich im oberen Bereichs des Closepet-Granits befindet. Er entstand durch die Akkretion mehrerer Terrane. Das vulkanische Sultanpura Terran ist geprägt durch vulkanische Komatiite und komatiitische Basalte sowie kissenartige tholeiitische Basalte. Anhand von Nb/Th-Verhältnissen werden sie in zwei Populationen unterteilt. Gesteine mit Nb/Th < 8 sind das Ergebnis einer Krustenassimilation durch fraktionierte Kristallisation, wohingegen die Gesteine mit Nb/Th > 8 als Ozeanischer Inselbasalt in einem mittelozeanischen Rückenregime entstanden. Östlich angrenzende Terrane weisen felsische Lavaströme und Inselbogen-Basalte mit adakitischen Merkmalen auf, die eine Kontamination der Kruste ausschließen. Folglich handelt es sich den Terranen um tektonische Fragmente unterschiedlicher kontinentaler und ozeanischer Herkunft, die in einem akkretionären Orogen vom Anden-Typ, die um ca. 2700 mya tektonisch nebeneinander lagen.

#### Östliche Dharwar-Provinz

##### Granitoide
Geochemische und isotopische Systematik der Granitoide lassen auf Variationen in der Quelle und den petrogenetischen Mechanismen schließen. Damit können diese Granitoide in vier Gruppen eingeteilt werden: den TTG-Komplex-Granodioriten, den Biotit- und Glimmer-Graniten und den Hybridgraniten sowie den Sanukitoiden. Letztere umfassen Granitoide mit hohem Magnesium-Gehalten, die in Bereichen von konvergierenden Kontinentalplatten entstanden. Die Variabilität der Granitoide wird auf die Krustenumformung im Zusammenhang mit der Kollision der beiden Kontinentalblöcke zurückgeführt. Die südlichen Bereiche werden, ähnlich wie in der zentralen Dharwar-Provinz, durch ausgedehnte Vorkommen von Charnockiten dominiert.

##### Grünsteingürtel
Am Übergang zur westlichen Dharwar-Provinz entwickelten sich mehrere längliche, relativ schmale Grünsteingürtel, wie z. B. der  Ramagiri-Penakacherla-Grünsteingürtel, der Kardiri-Grünsteingürtel, der Kushtagi-Hungunda-Grünsteingürtel, der Kolar-Grünsteingürtel und der Hutti-Maski-Grünsteingürtel.
Das Gesteinsspektrum dieser Gürtel besteht prinzipiell im Wesentlichen aus:
- felsischen, kalkalkalischen, z. T. dazitischen Rhyolithen, deren mineralische Zusammensetzung auf eine TTG-Affinität schließen lässt. Sie entstanden aus Schmelzen während einer Kollision zwischen einem Kontinentalrandbogen und einem ozeanischen Plateau mit dem Aufsteigen heißer Asthenosphäre und einer umfassenden Krustenumformung in einem anhaltenden Kompressionsregime.
- kalkalkalischen Andesiten, die sich wahrscheinlich aus einem metasomatierten Mantelkeil entwickelten, der über einer subduzierten Platte in einer Subduktionszone am Kontinentalrand lag.
- Basalten, die als ozeanische Plateau-Basalte interpretiert werden, hatten Mantelplume-Quellen mit geringfügiger kontinentaler Krustenkontaminationen. Die Basalte traten als Kissenlaven und massive Lavaströme mit kleineren Einlagerungen von klastischen Gesteinen auf.
- Sedimentgesteinen aus Quarziten, Polymikten, Konglomeraten und stromatolithischen Calciumcarbonaten sowie magnesiumreiche Peliten und Phylliten.

Diese Grünsteingürtel definieren somit die Subduktions- und Kollisionszone zwischen der zentralen und östlichen Dharwar-Provinz. Das Alter datiert zwischen 2600 und 2500 mya. Wirtschaftlich bedeutend sind verschiedene Gold-Vorkommen.

### Metamorphosen
Die Metamorphosen entwickeln sich über die Grünschieferfazies im Norden bis zu Granulitfazies im Süden. Sie werden der Einlagerung der Granite, insbesondere des Closepet-Granits, sowie der Charnockite zugeordnet. Regional kommt auch die niedrig gradige Epidot-Fazies vor. Das Alter datiert um etwa 2500 mya.